# Purtovinia
Purtovinia – wymarły rodzaj owadów z rzędu Reculida i rodziny Chaulioditidae, obejmujący tylko jeden znany gatunek: Purtovinia ustyugensis.
Rodzaj i gatunek opisane zostały w 2013 roku przez Daniła Aristowa. Opisu dokonano na podstawie pojedynczej skamieniałości przedniego skrzydła, odnalezionej w pobliżu wsi Isady, na terenie rosyjskiego obwodu wołogodzkiego i pochodzącej z piętra siewierdowinu w permie.
Owad ten miał przednie skrzydło o długości 16 mm, prostym przednim brzegu, sektorze radialnym biorącym początek w nasadowej ćwiartce skrzydła, a polu kostalnym w tym miejscu dwukrotnie szerszym od polu subkostalnego. Przednie odgałęzienia zakończonej w odsiebenej połowie skrzydła żyłki subkostalnej były lekko esowate i połączone z żyłkami poprzecznymi. Żyłka radialna przybierała formę esowatą za punktem początkowym sektora radialnego, a na wysokości tego punktu rozwidlała się przednia żyłka kubitalna. Pierwsza odnoga przedniej żyłki kubitalnej miała 2 odgałęzienia, a druga nie sięgała tylnej krawędzi skrzydła. Rozwidlenie żyłki medialnej znajdowało się między nasadą sektora radialnego a środkiem długości skrzydła.